# Carlos Wiesse Portocarrero
Carlos Manuel Wiesse Portocarrero (Tacna, 4 de septiembre de 1859 - Lima, 17 de junio de 1945) fue un erudito, abogado, historiador, diplomático y catedrático universitario peruano. Destacó como catedrático de Historia del Perú en la Facultad de Letras de la Universidad Nacional Mayor de San Marcos.

## Biografía
Nació en Tacna el 4 de septiembre de 1859. Sus padres fueron Jesús Portocarrero Arias y Carlos Wiesse. Hizo sus estudios primarios en el Colegio de Tacna el cual fue fundado por su padre y dirigido por Van Broeck.
En 1870 emigra con su familia a Cochabamba debido a una epidemia de fiebre amarilla. Culmina en el Colegio Dos de Mayo de dicha ciudad su educación primaria. En 1871 inicia sus estudios secundarios en Lima en el Colegio Inglés, culminados los mismos ingresa a la UNMSM. Se recibe de bachiller en derecho en 1879. 
Es designado como adjunto civil en la legación del Perú en Ecuador en 1880. Retorna en 1881 al Perú, funda en la ciudad de Chiclayo el Instituto de Chiclayo conjuntamentamente con Federico Edulino.
Se gradúa en San Marcos con la tesis La conquista del Perú en 1884.
Trabaja en Lausana y Ginebra como abogado de la Peruvian Corporation ante la corte de arbitraje francochilena desde 1895 a 1901.
Es miembro fundador en 1905 del Instituto Histórico del Perú.
De 1886 a 1930 dicta cátedra en la Universidad Nacional Mayor de San Marcos, a excepción de los años en que estuvo en Suiza.

## Obra
- 1898, Apuntaciones sobre el plebiscito pactado en el artículo 3 del Tratado de Ancón, puestas en forma de exposición al árbitro designado en el protocolo Billinghurst-Latorre del 16 de abril de 1898. Lausana: Impr. G. Bridel.
- 1900, Curso de geografía. Lima: F. y E. Rosay (Otras ed. 1913, 1922?, 1924,).
- 1904, La cuestión de límites entre el Perú y el Brasil. Lima: Impr. La Industria.
- 1906, Fundamentos del recurso de nulidad interpuesto contra el auto de la Iltma. Corte Superior de Trujillo por D. santiago L. González en el juicio que sigue con D. Felipe Pardo sobre rendición de cuentas (rectificación del peritaje). Lima: Impr. Torres Aguirre.
- 1907, Elementos de instrucción moral y cívica. Lima: Libr. Francesa Científica Galland, E. Rosay, (1910, 1913, 1926).
- 1907, Extractos de sociología. Lima: P. Berrio (Otra ed. 1908).
- 1908, Historia y civilización del Perú, para las escuelas de instrucción primaria. Lima: Libr. y Casa Edit. Galland.
- 1909, Apuntes de historia crítica del Perú, época colonial. Lima: E. Rosay.
- 1909, Exposición sobre el estado de la instrucción pública en el Perú, que el ministerio del ramo envía al congreso panamericano de Chile. Lima: Impr. Torres Aguirre.
- 1909, Los educadores españoles que han influido en la cultura intelectual del Perú emancipado. Lima: Sanmartí y Cía.
- 1913, Las civilizaciones primitivas del Perú. Lima: Tip. El Lucero.
- 1914, Derecho usual. Lima: Sanmartí.
- 1914, Geografía del Perú. Lima: E. Rosay.
- 1905, El asunto de Tacna y Arica. Lima: Torres Aguirre (Otra ed. 1917).
- 1918, Breve noticia de la fundación y transformaciones de la Facultad de Filosofía y Letras. Lima: E. Rosay (Otra ed. 1966).
- 1920, Curso de geografía general. Lima: Libr. Francesa Científica E. Rosay.
- 1921, Geografía del Perú, para los colegios de segunda enseñanza y escuelas especilaes. Lima: Libr. Francesa y Casa Edit. H. Rosay.
- 1923, En ciudad ajena y en tierras propias (1903-1909). Lima: Libr. e Impr. Sanmarti.
- 1924, Biografía en anécdotas del gran mariscal don Ramón Castilla y Marquezado. [Lima]: F. y E. Rosay.
- 1924, Constitución y derecho usual para los colegios de segunda enseñanza. Casa Edit. E. Rosay.
- 1924, Fojas cortadas de un libro de historia patria. Lima: Impr. A.J. Rivas Berrio.

## Familia
Se casó con María Teresa Romero y Paz, siendo sus hijos: Carlos Alberto Wiesse, casado con Victoria Thorndike, hermana del ministro Augusto Thorndike Galup; María Teresa Wiesse, casada con Miguel Grau Cabero, hijo del almirante Miguel Grau; María Wiesse, casada con el pintor José Sabogal y madre de José Sabogal Wiesse; y Clementina Wiesse, fallecida niña.